# Angelo Acciaiuoli (bisbe)
Angelo Acciaiuoli   (Florència, 1298 - Nàpols, 4 d'octubre de 1357) fou monjo de l'ordre dels Predicadors que va professar els vots el 1314 i altra vegada al monestir de Santa Maria Novella de Florència el 1317.
Fou bisbe d'Àquila del 8 de juny de 1328 al 26 de juny de 1342, bisbe de Florència del 26 de juny de 1342 fins a la seva renúncia el març de 1355, bisbe de Montecassino des del 18 de març de 1355.
Fou ambaixador de Florència davant el Papa d'Avinyó el març de 1344, el 1348 i el 1352. També fou canceller del Regne de Nàpols des del 1349 on va morir el 4 d'octubre de 1357.